# Bascom (Florida)
Bascom es un pueblo ubicado en el condado de Jackson en el estado estadounidense de Florida. En el Censo de 2010 tenía una población de 121 habitantes y una densidad poblacional de 193,85 personas por km². Se encuentra al norte del estado, junto a las fronteras de Alabama y Georgia. Es la ciudad natal de la actriz Faye Dunaway (n. 1941).

## Geografía
Bascom se encuentra ubicado en las coordenadas 30°55′41″N 85°7′5″O / 30.92806, -85.11806. Según la Oficina del Censo de los Estados Unidos, Bascom tiene una superficie total de 0.62 km², de la cual 0.62 km² corresponden a tierra firme y (0%) 0 km² es agua.

## Demografía
Según el censo de 2010, había 121 personas residiendo en Bascom. La densidad de población era de 193,85 hab./km². De los 121 habitantes, Bascom estaba compuesto por el 86.78% blancos, el 9.92% eran afroamericanos, el 0% eran amerindios, el 0% eran asiáticos, el 0% eran isleños del Pacífico, el 3.31% eran de otras razas y el 0% pertenecían a dos o más razas. Del total de la población el 3.31% eran hispanos o latinos de cualquier raza.